# پاول پاردو
پاول پاردو (انگلیسی: Pável Pardo؛ زادهٔ ۲۶ ژوئیهٔ ۱۹۷۶) یک بازیکن فوتبال اهل مکزیک است که در پست هافبک بازی می‌کرد. 
از باشگاه‌هایی که در آن بازی کرده‌است می‌توان به باشگاه فوتبال اشتوتگارت و شیکاگو فایر اشاره کرد.
وی همچنین در تیم ملی فوتبال مکزیک بازی کرده‌است.